# Cas (rapper)
 Der er for få eller ingen kildehenvisninger i denne artikel, hvilket er et problem. Du kan hjælpe ved at angive troværdige kilder til de påstande, som fremføres i artiklen.

 For alternative betydninger, se CAS.
Caspar Wildner er en dansk rapper fra København, bedre kendt under kunstnernavnet CAS (til tider skrevet Cas). CAS er vokset op på Vesterbro omkring Enghave-kvarteret, og har været meget produktiv siden sin karrieres start som 16-årig. Han debuterede under kunstnernavnet CASPAR med undergrunds-EP'en Sort På Hvidt, som han indspillede og producerede i samarbejde med producerne Jacob "Context" Ansfelt, Anders "Merry-Tee" Due Bøje og Jeppe "Sicknature" Andersen (sidstnævnte under navnet "Acorn") i studiet Showstoppers Empire i København. EP'en fik omtale i GAFFA og undergrundsshowet Love Hurts.
I starten af 00'erne var CAS en del af det West Coast-orienterede pladeselskab, $kandalø$ Records, med bl.a producerne Vagn Luv, Sukkerulven, Kostas, SNE og Jesta. På $kandalø$ blev CAS officielle debut, Reflexion, en realitet og denne blev siden både nomineret til en Danish Music Award, godt modtaget af f.eks GAFFA og blev i december 2000 tildelt en 8-plads af Politikens anmeldere, Dorthe Hygum Sørensen, Erik Jensen, Kim Skotte og Janus Køster Rasmussen i "Politikens Top-10" over årets danske udgivelser. Reflexion havde singlerne "Min Freak" (feat. Burhan G), som fik massiv airplay på DR P3 og "Skandaløse tøser" (feat. USO). Reflexion blev af websitet Copenhagen Rap Spot, betegnet som en milepæl i den danske rapmusiks udvikling, der varslede et skift fra det humoristiske tekstunivers, som dominerede genren, til en langt mere seriøs form som kredsede omkring gadelivets udfordringer, seriøse problemstillinger og emner som f.eks sociale problemer, kærlighed, sex, kriminalitet etc.
På Reflexion medvirkede kunstnere som Suspekt, USO, L.O.C., Pernille Rosendahl, Burhan G og Waqas fra Outlandish. I kølvandet på Reflexion fulgte 4 albums som alle blev udgivet uafhængigt.
I tiden efter at CAS forlod $kandalø$ Records, var han i en periode en del af Nørrebro-selskabet IH8 hvor han, sammen med kollegaen og produceren, 5-Dob udgav albummet Kronisk Rastløs Arkiveret 10. februar 2018 hos  Wayback Machine (2004). I 2004 startede han og manageren Niels Due Bøje selskabet Casino Records sammen, hvilket resulterede i opfølgeren Velkommen Til Vrangsiden (2006) med singlerne "Bridestil", "Hænger Fast", "En Ny Dag", mixtapet For Hårdt Til Radioen (2008) med singlen "KBH Anthem" (med KBH Kartel, se nedenfor), og Ud Af Intet (2011) med singlerne "Adrenalin" og "Er Du Dyr At drikke Billig?" (feat. Alex Ambrose). Disse udgivelser var med til at sætte CAS på listen over dansk hiphops elite. [kilde mangler] På disse plader medvirker bl.a. Jokeren, Sivas og Szhirley.
I perioden 2003 til 2006 var CAS med til at starte det uafhængige pladeselskab Casino Records op. Selskabet var aktivt indtil 2015 og samarbejdede med VME Group og Noiz Music/EMI..
I perioden 2008 til 2010 var CAS på turné i Danmark sammen med Jokeren og var affilieret med hans pladeselskab Flamingo Records. Disse turnéer blev afholdt i forbindelse med albummet Den Tørstige Digter og inkluderede scener som Bøgescenen på Skanderborg, Møllers telt på Langelandsfestival, plænen i Tivoli og mange flere.
I 2008 grundlagde CAS sammen med rapperne Denz, Marc KD, T.A.P og M.I.V. gruppen KBH Kartel, som han var en del af indtil gruppens opløsning i 2013. KBH Kartel medvirker bl.a. på udgivelserne For Hårdt Til Radioen og Ud Af Intet.
CAS har igennem sin karriere - udover de allerede nævnte - samarbejdet kreativt med Henri Lanz & M-Eazy Music (FI), Kay & Ndustry, Big Ice (no) (NO), Svensonite (CH), Pitchshifters, Obi & Josh, Pilfinger, Nadia Gattas, Lizzie, Amro, Kristine Blond, Lena Tahara, Claus Seest, Klaus Kristensen, Jeppe "Jay-B" Bisgaard, Luis Ronco mfl.

## Hurtige facts
Danish Music Awards 2001 - Nominee "Reflexion - Årets Danske Hiphopudgivelse"
Politikkens anmeldere 2001 "Politikens Top-10" over årets danske udgivelser"
TJEK 2006 "Velkommen til vrangsiden" 5 ud af 6 stjerner
GAFFA 16/01/2006 "Velkommen til vrangsiden" 4 ud af 6 stjerner
POLITIKEN 20/01/2006 "Velkommen til vrangsiden" 4 ud af 6 stjerner
GAFFA 30/04/2011 "Ud af intet" 4 ud af 6 stjerner
Lydtapet 02/05/2011 "Ud af intet" 4 ud af 6 stjerner
CAS lyrik er anvendt i bogen Posei Der af Lars Bukhdal, som er udgivet på forlaget Systime og i undervisningsbogen Der Må Være En Grænse af Hanne Brixtofte Petersen, som er udgivet på forlaget Alinea/Egmont.
CAS har ageret support for følgende udenlandske artister: Method Man (Store Vega), Devin The Dude (Train) The Outlawz (2Pac's crew) (København), The Game (Amager Bio) Big Daddy Kane (Gimle) Rick Ross (Store Vega)

## Diskografi

### Albums (solo og gruppe)
- Sort på hvidt - EP (Som CASPAR 1998 - Selvudgivelse)
- Reflexion - Album ($kandalø$ Records/Voices Of Wonder 2000)
- Under Mistanke - Der Er Et Syndigt Land - Gruppealbum ($kandalø$ Records 2001)
- Kronisk Rastløs - Album (IH8/VME Group 2004)
- Velkommen Til Vrangsiden - Album (Casino Records/Noiz Music/EMI Music Danmark 2006)
- For Hårdt Til Radioen - Mixtape (Casino Records 2007)
- Ud Af Intet - Album (Casino Records/VME Group 2011)
- G.A.M.C, Vol.1 - Komplottet - EP (BXB 2015)

### Singler
- "Min Freak" (feat. Burhan G) - Single ($kandalø$ Records/Voices Of Wonder 2000)
- "Skandaløse tøser" (feat. USO) - Single ($kandalø$ Records/Voices Of Wonder 2000)

- "Byens neonløgne" (feat. 5-Dob & Aeon) - Single (IH8/VME Group 2004)
- "Bridestil" - Single (Casino Records/Rocket Ranch/A:Larm 2004)

- "Hænger fast" - Single (Casino Records/Noiz Music/EMI Music Danmark 2006)
- "Selv venner" (feat. Jokeren) - Single (Casino Records/Noiz Music/EMI Music Danmark 2006)
- "En Ny Dag" - Single (Casino Records/Noiz Music/EMI Music Danmark 2007)
- "KBH Anthem" (med KBH Kartel) - Single(Casino Records 2008)
- "Adrenalin" (feat. Alex Ambrose) - Single (Casino Records/VME Group 2010)
- "Adrenalin" (feat. Alex Ambrose) (Alexander Brown Remix) - Single (Casino Records/VME Group 2010)
- "Er Du Dyr At Drikke Billig?" (feat.Ellie Jokar) - Single (Casino Records/VME Group 2011)
- "Er Du Dyr At Drikke Billig?" (feat.Ellie Jokar) (Henne Dub Remix) - Single (Casino Records/VME Group 2011)

- "Hænger løs" (feat. Nick Vanelli) - Single (Casino Records 2012)
- "Under Pres" - Single - (Casino Records 2013)
- Vild i varmen (feat, USO) - Single (Casino Records 2013)
- "Konfetti" - Single (BXB 2015)
- "Hustler Baglæns" - Single (BXB 2016)
- "Ser Rødt" (feat. Lirical D' Mirical) - Single (BXB 2016)
- "Chancer" (BXB 2018)

### Features
- Funkalation (Skandaløs Records/Voices Of Wonder 1999)
- Acorn “Goldmines & Coldminds” (Album 1999)
- Integrer! (Hvidovre kommune/DTM Management 2000)
- Kølige Kumpaner (Kølig Grammofon/VME 2001)
- Hotkutts Mixtape Palace (ALIS/Dj Hotkutt 2001)
- Den nye skole – 100% Hiphop (FoReal entertainment 2002)
- Danskrap 1988 – 2003 (Edel/Mega 2003)
- Komplot “Beskidte Playahs” (Komplot AS 2005)
- Frank Ceza “The Frank Ceza Album” (Komplot AS 2005)
- Luis Ronco Presents “Ronco Room” (BoomBeat/Casino Records 2007)
- Oral Bee “Candynavia Mixtape” (The Playboy Foundation 2007)
- Denz “Blod Sved & Tårer” (LuCaDeSu/Gateway Music 2009)
- M.I.V. “Køtern R.. Løs” (Casino Records 2009)
- Jokeren “Den Tørstige Digter” (Flamingo Records/Universal 2009)
- Larry D & Sir T “Any Means Necessary” (Larry D & Sir T 2009)
- USO “Elektrisk” (U&I / Warner 2012)
- Ordet På Gaden "Stærkt" (OPG/ArtPeople 2014)